# Elber Evora
Elber Evora (ur. 2 grudnia 1999 w Rotterdamie) – kabowerdyjski piłkarz grający na pozycji bramkarza. Od 2021 jest zawodnikiem klubu AEL Limassol.

## Kariera klubowa
Swoją piłkarską karierę Evora rozpoczął w 2010 roku w juniorach Feyenoordu. W 2020 roku został zawodnikiem AZ Alkmaar i w sezonie 2020/2021 grał w jego rezerwach w Eerste divisie. W 2021 roku przeszedł do cypryjskiego AEL Limassol.
| Sezon   | Klub    | Kraj     | Rozgrywki      | Mecze | Gole |
| ------- | ------- | -------- | -------------- | ----- | ---- |
| 2020/21 | Jong AZ | Holandia | Eerste divisie | 4     | 0    |

## Kariera reprezentacyjna
W 2022 roku Evora został powołany do reprezentacji Republiki Zielonego Przylądka na Puchar Narodów Afryki 2021. Na tym turnieju nie rozegrał żadnego meczu.